# All Good Things
All Good Things為妮莉·費塔朵2006年底推出的熱門單曲，包含在她事業上最成功的專輯Loose。此曲的作家為她本人、提姆巴蘭、克里斯·馬汀及Danja。

## 歌词譯文 (原本歌詞連結)
老實說, 我會變什麼
不喜歡現實
對我來說, 那太過清晰
但日子真的 不快樂 (dandy)
我們看不到 我們是什麼
在白日夢裡 錯過了一切
熱情已冷卻 (flames是火焰, dust是塵)
愛人變朋友
為何好景不常...

## 外部連結
- YouTube上的音樂短片 (美版)